# Nazionale femminile di pallavolo delle Isole Cayman
La nazionale di pallavolo femminile delle Isole Cayman è una squadra nordamericana composta dalle migliori giocatrici di pallavolo delle Isole Cayman ed è posta sotto l'egida della Federazione pallavolistica delle Isole Cayman.

## Risultati
La nazionale di pallavolo femminile delle Isole Cayman non ha mai partecipato ad alcuna competizione.